# 青木島ショッピングパーク
青木島ショッピングパーク（あおきじまショッピングパーク）は、長野県長野市青木島にあるショッピングセンターである。

## 概要
2015年（平成27年）4月全館オープン。テナントの「ツルヤ青木島店」は先行して2014年（平成26年）2月19日に開店している。
前身は「ベイシア長野店」（住所同じ）。1993年（平成5年）6月に「いせや長野店」として開店し、1998年（平成10年）からベイシアへと改称。長野県内のベイシア店舗として最大の売場面積1万平方メートルを誇るも、20年間の賃貸契約期間満了を機に、2013年（平成25年）をもって閉店した。

## おもなテナント

### 1階
- ツルヤ(スーパー)
- セリア(生活雑貨)
- ホブソンズ(飲食店)
- 菓樹工房 萠(飲食店)
- ビアードパパ(飲食店)
- まちだ(クリーニング)
- 三城ホールディングス(眼鏡、補聴器)
- 青木島チャンスセンター(宝くじ)

### 2階
- エディオン(家電量販店)
- ミストラル(生活雑貨)
- モンベル(ファッション)
- ル・プレ(ファッション）
- きもの工房 まつや(ファッション)
- POLA(コスメ)
- kiRARA写真館(ファッション)
- ANDY HAIR(美容)
- Fen Nail(美容)

### 3階
- 保険クリニック(保険相談)
- カーブス(フィットネス)
- アカデミアキッズ(学習)
- きらりほいくえん(学習)
- おたからや(買取専門)
- Pio(レンタル倉庫)